# Liste der Naturdenkmale in Niederaula
Die Liste der Naturdenkmale in Niederaula nennt die im Gebiet der Gemeinde Niederaula im Landkreis Hersfeld-Rotenburg in Hessen gelegenen Naturdenkmale.

## Naturdenkmale
| Bild            | Bezeichnung           | Ortsteil, Lage                               | Beschreibung       | Art    | Nr.     |
| --------------- | --------------------- | -------------------------------------------- | ------------------ | ------ | ------- |
| BW              | Linde (Tilia)         | Kerspenhausen 50° 48′ 5,7″ N, 9° 38′ 36,4″ O | Eine Linde         | Linde  | 3632700 |
| Fotos hochladen | Eibe (Taxus)          | Niederaula 50° 47′ 56,4″ N, 9° 36′ 29,5″ O   | Eine Eibe          | Eibe   | 3632702 |
| Fotos hochladen | Kieferngruppe (Pinus) | Niederaula 50° 48′ 15,8″ N, 9° 36′ 22,3″ O   | Eine Kieferngruppe | Kiefer | 3632703 |